# Hugo Besson
Hugo Besson (* 26. April 2001 in Angers) ist ein französischer Basketballspieler.

## Werdegang
Besson spielte als Jugendlicher in Hyères-Toulon und Antibes, ehe er ab 2016 im Nachwuchsleistungszentrum von Élan Chalon-sur-Saône ausgebildet wurde. In der Saison 2018/19 gab er seinen Einstand in der höchsten Spielklasse Frankreichs. Im Sommer 2020 schickte Élan Chalon-sur-Saône ihn per Leihabkommen zum Zweitligisten Saint-Quentin Basket-Ball. Besson wurde im Anschluss an die Saison 2020/21 als bester junger Spieler der zweiten französischen Liga ausgezeichnet, nachdem er in 26 Spielen im Schnitt 19,5 Punkte erzielt und damit den ersten Platz in der Korbjägerliste der Liga erlangt hatte. Zur Saison 2021/22 wechselte er wie sein Landsmann Ousmane Dieng zu den New Zealand Breakers. Besson war während des Spieljahres 2021/22 mit 13,9 Punkten je Begegnung zweitbester Korbschütze der Mannschaft.
An 58. und letzter Stelle des NBA-Draftverfahrens im Juni 2022 sicherten sich die Indiana Pacers die Rechte am Franzosen. Mitte August 2022 wurde Besson vom französischen Erstligisten Metropolitans 92 verpflichtet. Mit der Mannschaft stand Besson 2023 in den Endspielen um die französische Meisterschaft, dort verlor man gegen Monaco.
Während der Sommerpause 2023 spielte er beim spanischen Erstligisten Saski Baskonia vor, erhielt aber keinen Vertrag. Ende September 2023 wurde Besson vom serbischen Verein KK FMP verpflichtet. Im Februar 2024 kam es zur Trennung. In 16 Einsätzen für die Belgrader erzielte der Franzose im Durchschnitt 13,9 Punkte. Ende desselben Monats wurde Besson vom italienischen Erstligisten Pallacanestro Varese verpflichtet.
Im August 2024 unterschrieb er einen Vertrag beim türkischen Erstligisten Manisa Büyükşehir Belediyespor, für den er in der Saison 2024/25 in 29 Ligaspielen im Durchschnitt 16,6 Punkte verbuchte. Besson wechselte in der Sommerpause 2025 zum Ligakonkurrenten Tofaş Spor Kulübü.